# Fedratinib
El fedratinib, comercializado bajo la marca Inrebic, es un medicamento utilizado para tratar la mielofibrosis, que incluye la mielofibrosis primaria, la mielofibrosis posterior a la policitemia vera y la mielofibrosis posterior a la trombocitemia esencial .   Este medicamento se utiliza cuando hay agrandamiento del bazo u otros síntomas.  Se toma por vía oral. 
Los efectos secundarios de este medicamento incluyen diarrea, náuseas, niveles bajos de glóbulos rojos y plaquetas ;  otros efectos secundarios pueden incluir encefalopatía .  Es un inhibidor de Janus quinasa 2  y FLT-3 . 
Este medicamento fue aprobado para uso médico en los Estados Unidos en el 2019 y en Europa en el 2021.   En el Reino Unido, un mes de medicación le cuesta al NHS alrededor de  6100 libras esterlinas en 2021.  Esta cantidad en Estados Unidos cuesta unos 21.300 dólares estadounidenses. 